# 持続可能な開発に関する世界首脳会議
持続可能な開発に関する世界首脳会議（じぞくかのうなかいはつにかんするせかいしゅのうかいぎ、英語: World Summit on Sustainable Development; WSSD）は、2002年8月26日から9月4日まで（首脳による会議は9月2日から9月4日まで）南アフリカ共和国のヨハネスブルグで国際連合により開催された、地球環境問題に関する国際会議のことである。ヨハネスブルグ・サミット、地球サミット（特に「地球サミット2002」「第2回地球サミット」「ヨハネスブルグ地球サミット」など）、環境開発サミット、持続可能な開発に関する世界サミット、リオ+10などとも呼称する。

## 概要
1992年にブラジル連邦共和国のリオ・デ・ジャネイロ市において「環境と開発に関する国際連合会議」が開かれ、持続可能な開発を旨とする「アジェンダ21」が採択された。持続可能な開発に関する世界首脳会議は、それから約10年後に開かれた会議であり、地球環境問題に対する取り組みを評価する意味もあった。すなわち、「アジェンダ21」の実施状況を点検し、今後の取り組みを強化することが、この会議の大きな目的であった。
持続可能な開発に関する世界首脳会議には、1992年の環境と開発に関する国際連合会議と同様に、ほぼすべての国際連合の加盟国や多くの非政府組織 (NGO) が参加し、最終的には「持続可能な開発に関するヨハネスブルグ宣言」などが採択された。
そのほかにも、各国や多様な関係主体によって、数多くの文書が作成された。
この会議をめぐっては、先進国と開発途上国との格差をめぐる南北問題の深刻化を受けて、問題に対する真剣な取り組みが感じられないという批判もあり、国際社会における地球環境問題の扱いに深刻な課題が生まれてきていることを指摘する声もある。